# Filtbin
Filtbin (Epeolus) är ett släkte solitära bin i familjen långtungebin. De lever som boparasiter i bon av sidenbin.

## Beskrivning
Filtbin är små, kraftigt byggda bin med rödaktiga och gulaktiga markeringar på mellankropp och bakkropp. Även benen är ofta rödaktiga. De har dessutom filtliknande hårfält i olika mönster på den i övrigt hårlösa mellankroppen och bakkroppen. På den bakre delen av buken har honan två spetsiga, taggiga utskott som är vända bakåt, och som antas användas vid äggläggningen. Kroppslängden är inte mer än 5 till 9 mm.

## Utbredning
Utbredningsområdet är mycket stort, och omfattar Amerika från Colombia norrut till de arktiska delarna av Kanada, Europa österut över norra och centrala delarna av Asien till Japan, samt hela Afrika (inklusive Kanarieöarna). Generellt sett verkar dock inte arterna vara särskilt vanliga. I hela världen finns något mer än 100 arter, omkring 20 av dem i Europa.

### Arter i Sverige och Finland
I Sverige finns nedanstående 4 arter varav 1 art är rödlistad. Det skall dock påpekas att statusen för hedfiltbi och rödfiltbi är osäker; vissa forskare räknar dem till samma art. I Finland finns 3 av arterna, varav en är rödlistad.
- sandfiltbi (E. alpinus)
- hedfiltbi (E. cruciger) Nära hotad i Finland.
- rödfiltbi (E. marginatus) Sårbar i Sverige, saknas i Finland.
- ängsfiltbi (E. variegatus)

Tidigare räknades skogsfiltbi (E. glacialis) som en egen art, men den betraktas numera som en underart till sandfiltbi, med det vetenskapliga namnet E. alpinus glacialis.

## Ekologi
Filtbina är polylektiska, de flyger till blommor från många olika familjer. Flygtiden varar från sommar till höst.
Arterna är boparasiter på sidenbin. Filtbihonorna lägger ett ägg per larvcell, när denna har fyllts med näring. För att kunna tränga igenom dessa cellers plastliknande skyddsbeklädnad använder honan troligen taggarna på bakkroppen. Larven har i sitt första larvstadium kraftiga käkar så att den kan döda värdägget eller -larven, för att på det sättet slippa konkurrens om matförrådet.